# (4412) Chephren
(4412) Chephren es un asteroide perteneciente al cinturón de asteroides, descubierto el 26 de septiembre de 1960 por Cornelis Johannes van Houten en conjunto a su esposa también astrónoma Ingrid van Houten-Groeneveld y el astrónomo Tom Gehrels desde el Observatorio del Monte Palomar, Estados Unidos.

## Designación y nombre
Designado provisionalmente como 2535 P-L. Fue nombrado Chephren en honor a Kefrén faraón del antiguo Egipto. Reinó alrededor de 2500 aC y construyó la pirámide de Giza. También es conocido por haber mandado construir la Esfinge.

## Características orbitales
Chephren está situado a una distancia media del Sol de 3,130 ua, pudiendo alejarse hasta 3,668 ua y acercarse hasta 2,592 ua. Su excentricidad es 0,171 y la inclinación orbital 2,177 grados. Emplea 2023 días en completar una órbita alrededor del Sol.

## Características físicas
La magnitud absoluta de Chephren es 12,9. Tiene 14,763 km de diámetro y su albedo se estima en 0,071.